# Religion in Geschichte und Gegenwart
Die Lexikonreihe Religion in Geschichte und Gegenwart (abgekürzt RGG; in den ersten drei Auflagen noch „Die Religion …“) ist ein Handwörterbuch für Theologie und Religionswissenschaft. Der inhaltliche Schwerpunkt der RGG liegt im (evangelischen) Christentum. Daneben werden jedoch auch viele Themen aus anderen Religionen sowie inzwischen aus Philosophie, Ethik, Politikwissenschaft, Ökonomie, Psychologie, Soziologie, Literatur und sonstigen angrenzenden Bereichen behandelt. In kurzen, inhaltlich intensiven Artikeln werden Personen, Begriffe, Orte, Ereignisse, Institutionen und Vieles mehr aus unterschiedlichen Perspektiven erklärt. Es überwiegt dabei eine Theologie liberaler Prägung.

## Erscheinungsgeschichte

### 1. Auflage
Die 1. Auflage wurde von Friedrich Michael Schiele und Leopold Zscharnack herausgegeben. Sie erschien von 1909 bis 1913 im Verlag J.C.B. Mohr (Paul Siebeck) in Tübingen und stellte eine Zusammenfassung der Forschungen in der Theologie bis zum 19. Jahrhundert und einen Blick über den traditionellen Fächerkanon hinaus dar. Sie entstand aus den Heften für Religion in Geschichte und Gegenwart aus der liberalen religionsgeschichtlichen Schule innerhalb der Theologie und bildet noch heute ein viel gelobtes Beispiel für eine souveräne Position der Theologie innerhalb der Wissenschaft.
Erscheinungsjahre der Einzelbände:
Bd. 1: A bis Deutschland. 1909. XVI S., 2128 Sp.
Bd. 2: Deutschmann bis Hessen. 1910. XII S., 2194 Sp.
Bd. 3: Heßhus bis Lytton. 1912. XII S., 2448 Sp.
Bd. 4: Maaßen bis Rogge. 1913. VIII S., 2368 Sp.
Bd. 5: Roh bis Zypressen. 1913. XV S., 2260 Sp.
- Alf Özen, Matthias Wolfes, Ruth Conrad, Thomas Stahlberg und Christian Weise: Register zum Handwörterbuch Die Religion in Geschichte und Gegenwart 1. Auflage 1908–1914 (= Studien und Texte zur religionsgeschichtlichen Schule. 6). Lang, Frankfurt/M. 2001, ISBN 3-631-38547-1.

### 2. Auflage

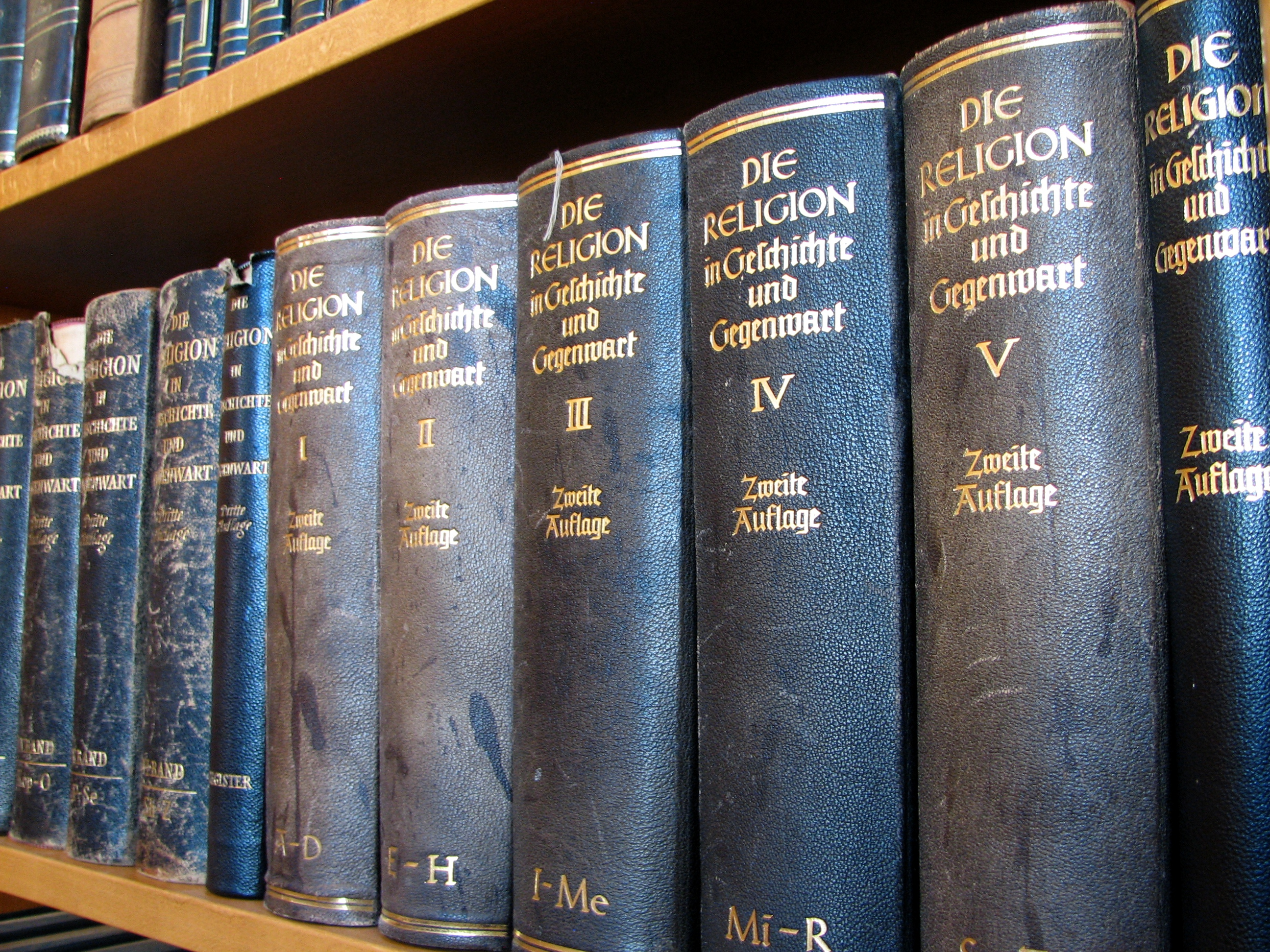
RGG, 2. Auflage im Vordergrund; links einige Bände der 3. Auflage

Die 2. Auflage erschien von 1927 bis 1931 und wurde von Hermann Gunkel und Leopold Zscharnack herausgegeben. Sie stellte eine völlige Neubearbeitung dar. Eine größere Verknüpfung von „Religion und Kultur“ und eine intensivere Darstellung außerchristlicher Religionen wurde aufgenommen. Auch die veränderte Situation der Theologie nach dem Ersten Weltkrieg spiegelt sich in den einzelnen Artikeln wider.
Die Religion in Geschichte und Gegenwart. Handwörterbuch für Theologie und Religionswissenschaft. Zweite, völlig neubearbeitete Auflage. In Verbindung mit Alfred Bertholet, Hermann Faber und Horst Stephan herausgegeben von Hermann Gunkel und Leopold Zscharnack. Verlag von J. C. B. Mohr (Paul Siebeck), Tübingen
Bd. 1: A – D. 1927. XI S., 2052 Sp.
Bd. 2: E – H. 1928. VIII S., 2068 Sp.
Bd. 3: I – Me. 1929. XI, 40 S., 2176 Sp.
Bd. 4: Mi – R. 1930. VIII S., 2184 Sp.
Bd. 5: S – Z. 1931. XII S., 2158 Sp.
Registerband. Bearbeitet von Oskar Rühle. 1932. VI S., 896 Sp.

### 3. Auflage
Die 3. Auflage gab Kurt Galling heraus; sie erschien von 1957 bis 1965. Die RGG3 zeichnet, ähnlich wie die vorherige Ausgabe, ein Bild der theologischen Situation. Die Neubesinnung nach dem Ende des Zweiten Weltkrieges, die Verarbeitung des Geschehenen und eine stärker werdende Ökumene flossen in die Ausgabe mit ein.
Die Religion in Geschichte und Gegenwart. Handwörterbuch für Theologie und Religionswissenschaft. Dritte, völlig neu bearbeitete Auflage. In Gemeinschaft mit Hans Frhr. v. Campenhausen, Erich Dinkler, Gerhard Gloege und Knud E. Løgstrup herausgegeben von Kurt Galling. J. C. B. Mohr (Paul Siebeck), Tübingen:
Bd. 1. A – C. 1957
Bd. 2. D – G. 1958
Bd. 3. H – Kon. 1959
Bd. 4. Kop – O. 1960
Bd. 5. P – Se. 1961
Bd. 6. Sh – Z. 1962
Registerband. Bearbeitet von Wilfrid Werbeck. 1965
Die 3. Auflage liegt auch in digitaler Form als Bd. 12 der Digitalen Bibliothek vor. 

### 4. Auflage

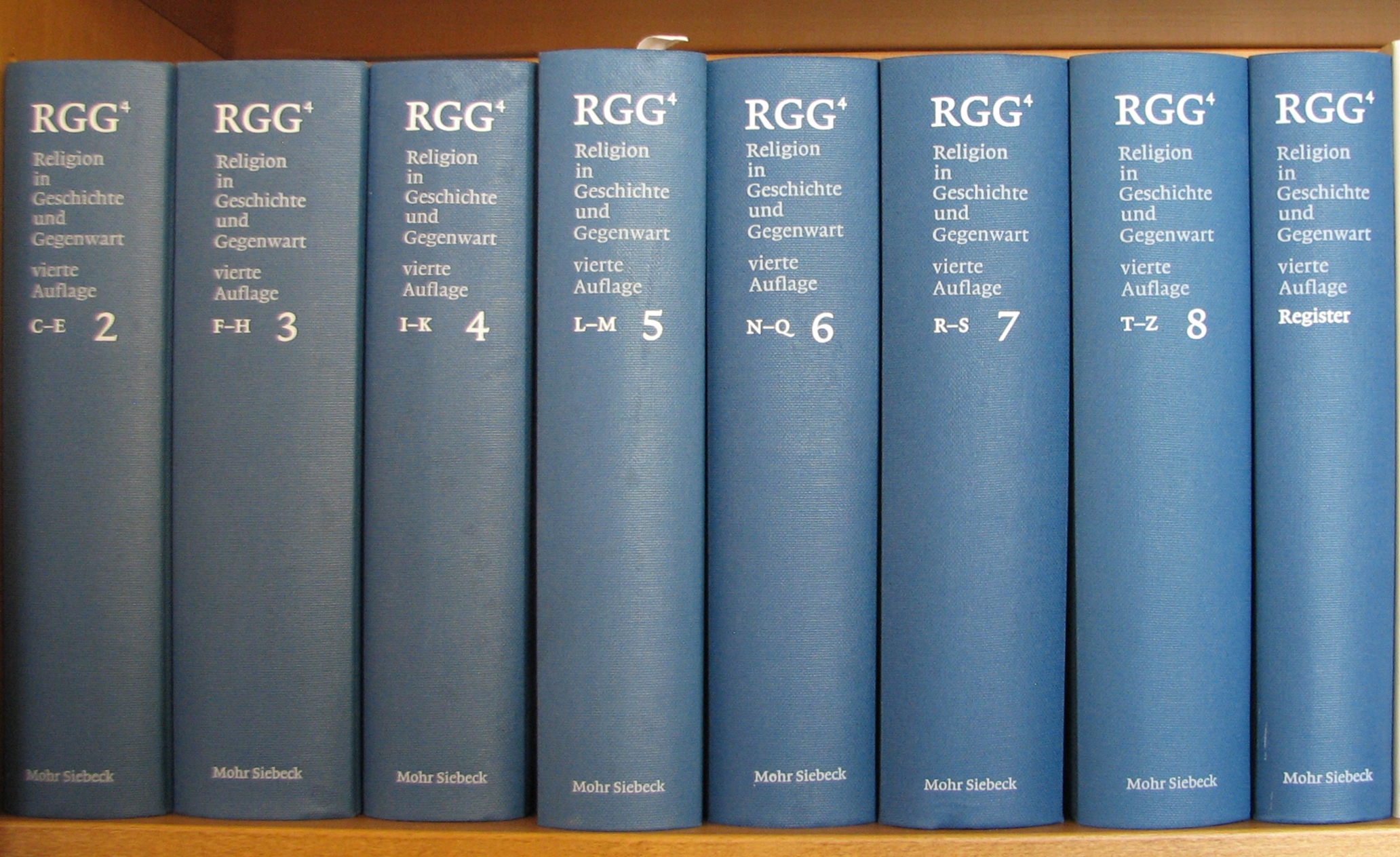
RGG, 4. Auflage

Die 4. Auflage wurde von Hans Dieter Betz, Don S. Browning, Bernd Janowski und Eberhard Jüngel herausgegeben und erschien von 1998 bis 2005. Sie umfasst mit dem Registerband neun Bände.
Erscheinungsjahre der Einzelbände:
Bd. 1. A – B. 1998
Bd. 2. C – E. 1999
Bd. 3. F – H. 2000
Bd. 4. I – K. 2001
Bd. 5. L – M. 2002
Bd. 6. N – Q. 2003
Bd. 7. R – S. 2004
Bd. 8. T – Z. 2005
Bd. 9. Register. 2007
In dieser völlig neu bearbeiteten Auflage stellten knapp 4000 Autoren aus 74 Ländern in 15.665 Artikeln und Teilartikeln den Wissensstand, die Methodenproblematik und zukünftige Forschungsfelder dar. Die Autoren kamen dabei nicht alle aus einem theologischen oder religionswissenschaftlichen Kontext. So ist u. a. auch der ehemalige SPD-Vorsitzende Kurt Beck mit einem Artikel über Medienpolitik vertreten. Ergänzend erschien zur deutschen Ausgabe auch ein Abkürzungsverzeichnis. 2008 erschien eine ungekürzte, vergünstigte broschierte Studienausgabe bei UTB. 2020 erschien eine stark vergünstigte Neuausgabe als unveränderter Nachdruck bei der Wissenschaftlichen Buchgesellschaft Darmstadt.
Diese Auflage ist auch als Religion Past and Present in englischer Übersetzung bei Brill in Leiden erschienen.

## Ausgaben / Bibliographische Angaben
- Hans Dieter Betz u. a. (Hrsg.): Religion in Geschichte und Gegenwart. Handwörterbuch für Theologie und Religionswissenschaft. 8 Bände und ein Registerband. Mohr Siebeck Verlag, Tübingen 1998–2007, 4. Auflage; Studienausgabe: UTB, Stuttgart 2008, ISBN 978-3-8252-8401-5 (vergriffen); Neuausgabe (unveränderter Nachdruck der 4. Aufl.): WBG Academic, Darmstadt 2020, ISBN 978-3-534-27244-0.
- Redaktion der RGG4 (Hrsg.): Abkürzungen Theologie und Religionswissenschaft nach RGG4, Tübingen 2007, ISBN 978-3-8252-2868-2 (UTB 2868).

## Andere theologische Lexika
Vergleichbare Fachenzyklopädien sind:
- Catholic Encyclopedia
- Encyclopédie des sciences ecclésiastiques
- Evangelisches Lexikon für Theologie und Gemeinde
- Lexikon für Theologie und Kirche (kath.)
- Realenzyklopädie für protestantische Theologie und Kirche
- Reallexikon für Antike und Christentum.
- The Encyclopedia of Religion
- Theologische Realenzyklopädie